# Stomatium villetii
Stomatium villetii är en isörtsväxtart som beskrevs av L. Bol. Stomatium villetii ingår i släktet Stomatium och familjen isörtsväxter. Inga underarter finns listade i Catalogue of Life.

## Bildgalleri

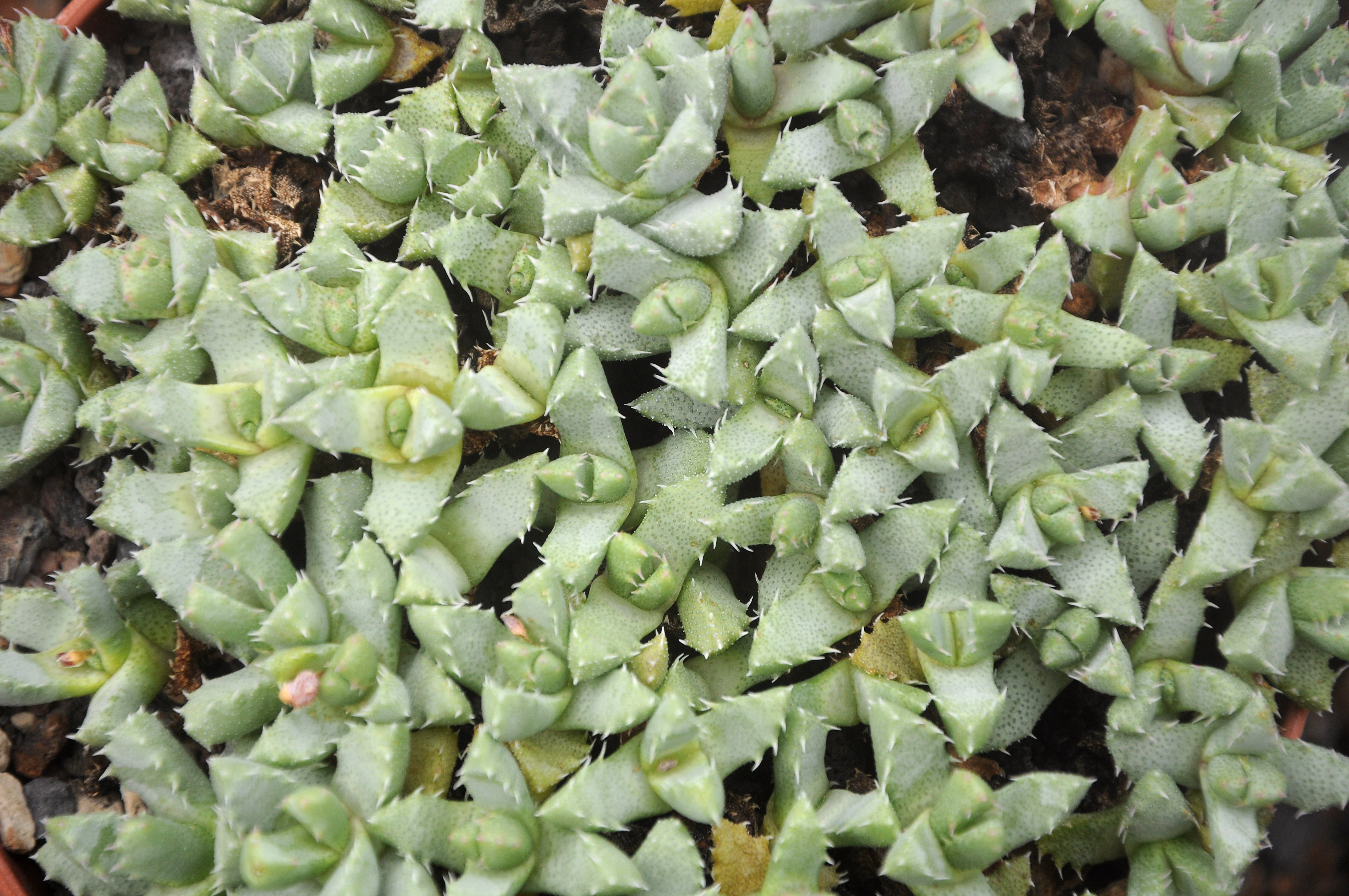